# Lepiota cystophoroides
Lepiota cystophoroides är en svampart som beskrevs av Joss. & Riousset 1972. Lepiota cystophoroides ingår i släktet Lepiota och familjen Agaricaceae.   Inga underarter finns listade i Catalogue of Life.